# Tranquility Base Hotel & Casino
Tranquility Base Hotel & Casino (stilizzato Tranquility Base Hotel + Casino) è il sesto album in studio del gruppo musicale britannico Arctic Monkeys, pubblicato l'11 maggio 2018 dalla Domino Recording Company.

## Descrizione
L'album è stato prodotto da James Ford e dal frontman del gruppo, Alex Turner.

### Campagna promozionale
L'uscita dell'album è stata annunciata il 5 aprile 2018, con un breve video diretto da Ben Chappell; il video includeva estratti di alcune canzoni. Il gruppo ha deciso di non pubblicare nessun singolo prima dell'uscita dell'album.

## Tracce
1. Star Treatment – 5:55
2. One Point Perspective – 3:29
3. American Sports – 2:38
4. Tranquility Base Hotel & Casino – 3:32
5. Golden Trunks – 2:54
6. Four Out of Five – 5:12
7. The World's First Ever Monster Truck Front Flip – 3:00
8. Science Fiction – 3:06
9. She Looks Like Fun – 3:03
10. Batphone – 4:32
11. The Ultracheese – 3:38

## Formazione
Gruppo
- Alex Turner – voce, cori, organo (tracce 1-7, 9 e 10), pianoforte (1, 2, 4-7, 9, 10), chitarra (1, 2, 5-7, 9, 10), basso (4-10), chitarra baritona (1), sintetizzatore (7, 10), orchestron (1, 2, 4), clavicembalo (4), autoharp (1), percussioni (10)
- Jamie Cook – chitarra (1, 2, 4-9, 11), lap steel (1, 3), chitarra baritona (10)
- Nick O'Malley – basso (1-3, 9, 11), cori (1, 2), chitarra (7), chitarra baritona (8)
- Matt Helders – batteria (1-3, 6, 7, 9, 11), timpani (1), sintetizzatore (8), fisarmonica (8), cori (1)

Tecnici
- James Ford – produzione, ingegneria, missaggio
- Alex Turner – produzione, ingegneria
- Jimmy Robertson – ingegneria
- Nico Quéré – ingegneria
- Anthony Cazade – ingegneria
- Jonathan Ratovoarisoa – ingegneria
- Michael Harris – ingegneria
- Loren Humphrey – ingegneria

Altri musicisti
- James Ford – batteria, percussioni, vibrafono, fisarmonica, clavicembalo, sintetizzatore, rocksichord, chitarra baritona, chitarra acustica, pedal steel (10), orchestron, timpani
- Tom Rowley – chitarra elettrica, chitarra acustica, pianoforte
- Zach Dawes – chitarra baritona (3), pianoforte (7)
- Tyler Parkford – pianoforte (3), fisarmonica (7)
- Evan Weiss – chitarra acustica (3, 7)
- Loren Humphrey – batteria
- James Righton – tastiera Wurlitzer (6, 8, 11)
- Josephine Stephenson – pianoforte (6, 8, 11)
- Cam Avery – cori (9)

Grafica
- Alex Turner – grafica
- Matthew Cooper – design
- Zackery Michael – fotografia
- Ben Chappell – ritratti della band, fotografia

## Classifiche
| Classifica (2018) | Posizione massima |
| ----------------- | ----------------- |
| Italia            | 3                 |